# 卢辩
卢辩（？—？），字景宣，范阳郡涿县（今河北省涿州市）人，出自范阳卢氏北祖，北魏、西魏、北周官员。

## 生平
卢辩家族数代学习儒学，父亲卢静是北魏太常丞。卢辩少时好学，广泛通晓经典书籍。正光初年，卢辩被举荐为秀才，出任太学博士。因为《大戴礼记》没有注释，卢辩就为之做注。卢辨的三哥卢景裕是当时的大儒，对卢辩说：“从前我们的祖先侍中卢植给《小戴礼记》做注释，现在你给《大戴礼记》做注释，差不多纂集了先辈的著述。”
魏节闵帝元恭登基后，卢辩被任命为中书舍人。高欢在信都起兵，消灭尔朱氏的军队，于是发兵进攻洛阳，魏节闵帝派遣卢辩持节在邺城慰劳高欢。高欢命令卢辩朝见他奉戴的中兴主元朗，卢辩坚守节操不听从。高欢愤怒的说：“我为正道而举兵，诛伐群丑，皇帝在此，是谁派你来的？”卢辩高声应答，守住节操不屈不挠。高欢觉得卢辩非同寻常，放了他不继续威逼。
魏孝武帝元修即位后，任命卢辩为广平王元赞的师傅。永熙二年二月五日（533年3月15日），平等寺修建完成，魏孝武帝率领百官在寺庙中举行万僧会。当日，寺门外有个石像无缘无故低头后又举起，如此一整天才停止，魏孝武帝对它顶礼膜拜，对此感到奇怪诡异。卢辩说：“石头立起，社稷转移，自古有这样的情形，陛下有何奇怪。”魏孝武帝于是回到皇宫。七月，侍中斛斯椿劝说魏孝武帝向着长安西进，十月底，东魏的京城迁到邺城。
等到魏孝武帝西入关中，因为事情仓促，卢辩来不及回家，只骑着一匹马跟随。有的人问卢辩说：“得以与家人辞别吗？”卢辩说：“出门为官之道，用大义割断私人恩情，又有什么可以辞别的。”魏孝武帝到了长安后，封卢辩为范阳县公，卢辩历任给事黄门侍郎，兼任著作郞，又加幽州大中正。宇文泰因为卢辩通晓儒家学术，对他十分礼遇，朝廷商议国家大事，常常召卢辩来咨询。卢辩升任太子少保，兼任国子祭酒。赵青雀发动叛乱时，西魏太子元钦出外居住在渭水以北，卢辩当时跟随陪同，也不告诉家人。卢辩坚持平素志向果敢决断，都有如此类。不久卢辩被授任太常卿、太子少傅，转任少师，西魏太子元钦和诸王等人都对他行入学敬师的束修之礼，拜卢辩为师学习，卢辩爵位升为范阳郡公。
自从魏孝武帝西迁，朝廷礼仪湮没失落，这时朝廷的典章制度、不同等级的车马服饰、乐器音乐、日晷刻漏浑天仪，西魏朝廷都命令卢辩根据不同时期的具体情况，采取适当措施来处置。卢辩与辛彦之、薛憕、檀翥参定，所制全部合乎规范法度，大多遵循古代礼仪。卢辩生性记忆力强能暗中记住事情，能决断大事，凡是创建的制度，对待它们坚信不疑。卢辩又加骠骑大将军、开府仪同三司，屡次升任至尚书令。北周六官建立后，卢辩出任师氏中大夫。
周明帝宇文毓即位后，卢辩升任小宗伯，进号大将军。周明帝曾与公卿前往卢辩住宅，儒士以此为荣。卢辩后外任宜州刺史，因为患病没有赴任。卢辩去世后，谥号宪，附祭在宇文泰宗庙中。儿子卢慎继承爵位，官至复州刺史。隋朝开皇初年，因为卢辩是前朝有名望德行之人，追封卢辩为沈国公。
当初，宇文泰想要推行《周官》礼制，命令苏绰专门掌管这件事，不久苏绰去世，宇文泰就命令卢辩完成它。卢辩于是领导崔宣猷、裴政、薛寘等人依照周礼建立六官，变革汉、魏的制度。魏恭帝三年正月丁丑，开始推行六官制度。

## 著作
- 《称谓》，五卷[25][26]
- 《坟典》，三十卷[27][28][29]

## 家族

### 高祖
- 卢昭，北燕仆射、黄门，北祖卢偃第四子[30]

### 祖父
- 卢辅，北魏幽州别驾

### 父亲
- 卢静，北魏太常丞

### 兄弟
- 卢景祚，北魏司空掾[31]
- 卢景融，北齐幽州治中[30]
- 卢景裕，东魏齐王开府属
- 卢光，北周车骑大将军、开府仪同三司、陕州总管府长史、燕郡简公

### 子女
- 卢慎，复州刺史、范阳郡公
- 卢诠，隋朝仪同大将军、廮陶县开国伯[15][32]

## 延伸阅读
[在维基数据编辑]
 《周書·卷24》，出自令狐德棻《周書》